# Silvio Gazzaniga

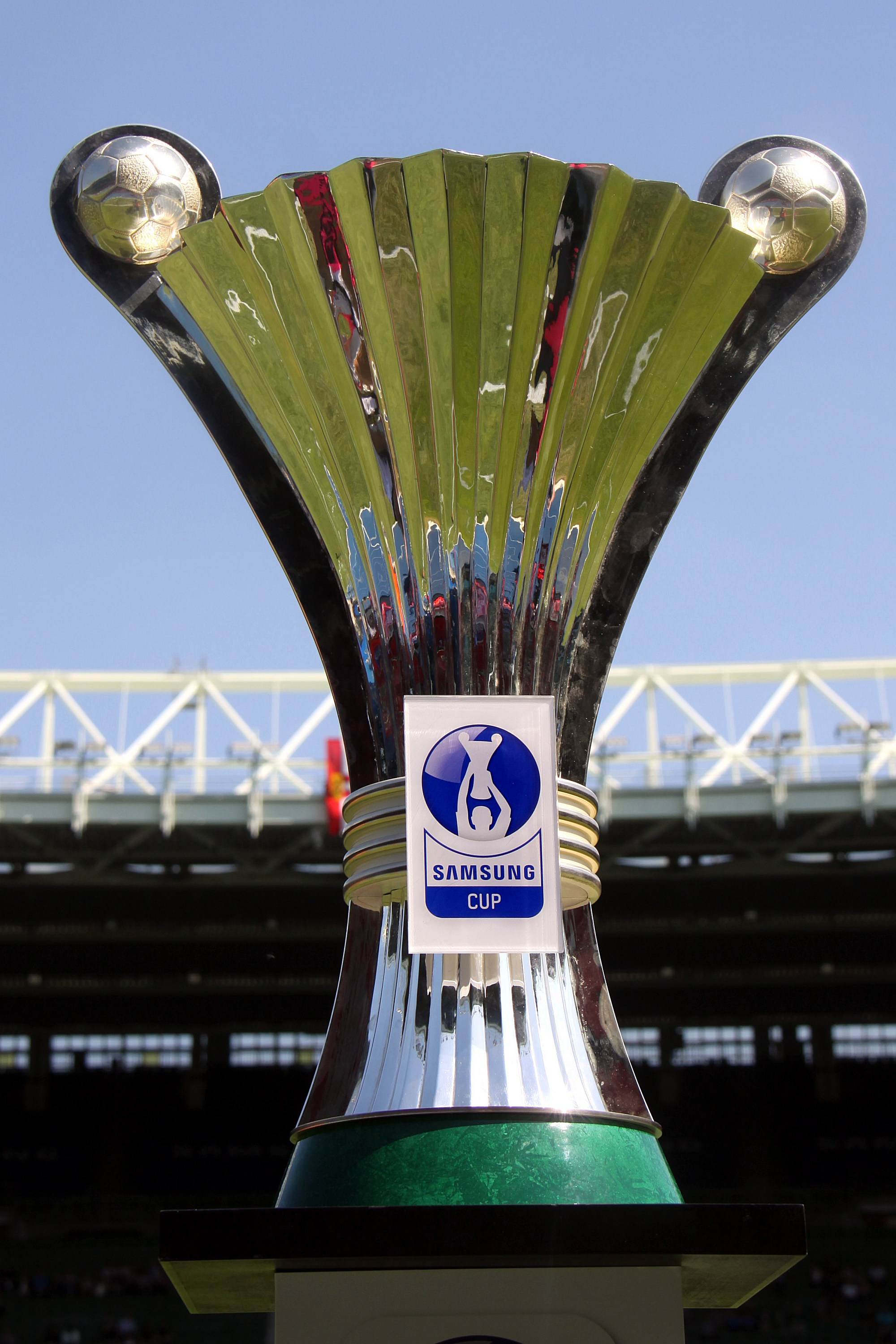
Der von Silvio Gazzaniga gestaltete ÖFB-Cup-Pokal.

Silvio Gazzaniga (* 23. Januar 1921 in Mailand; † 31. Oktober 2016 ebenda) war ein italienischer Bildhauer.

## Leben
Anfang der 1970er Jahre arbeitete Gazzaniga als künstlerischer Berater für das Mailänder Unternehmen GDE Bertoni. Im Jahre 1971 entwarf er den FIFA WM-Pokal, die Trophäe, die seit 1974 an den Fußballweltmeister überreicht wird. Ebenfalls aus seiner Hand sind der Pokal für den Gewinner des UEFA Super Cups, der Pokal für den U-21-Europameister, der Afrika-Cup, sowie der ÖFB-Cup. Weiters stammt auch die Trophäe für den Gewinner der Baseball-Weltmeisterschaft von Gazzaniga.
Silvio Gazzaniga studierte an der Accademia di Belle Arti di Brera. Er starb im Alter von 95 Jahren in seiner Heimatstadt Mailand.